# 東江メガネ
東江メガネ（あがりえメガネ、商号: 株式会社東江メガネ店）は、沖縄県那覇市に本社を置く日本の眼鏡・コンタクトレンズ・補聴器小売専門店チェーンである。1972年創業。

## 概要
先島諸島を含む沖縄県内全域で20店舗を展開するチェーン。内2店舗はコンタクトセンターと補聴器センターを、3店舗はコンタクトセンターを併設している。1993年以降はイオングループのショッピングセンターにテナントとして積極的に出店を進めており、沖縄県内では売上トップとなっている。
「東江」を「あがりえ」と読むのは、主に沖縄方言の特徴である（沖縄県の名字）。

## 沿革
- 1972年4月1日 - 島尻郡与那原町で創業
- 1979年5月21日 - 糸満店を開店
- 1979年8月4日 - 石垣市に八重山店を開店
- 1979年11月12日 - 法人化し、有限会社東江メガネ店となる
- 1981年5月22日 - 株式会社東江メガネに改組、社名変更
- 1981年6月16日 - 平良市（現・宮古島市）に宮古店を開店
- 1981年10月18日 - 那覇市牧志に那覇本店を開店
- 1989年5月26日 - 那覇市上間に新本社ビル完成、移転
- 1996年6月1日 - 名護店を開店

## 店舗
2023年4月現在。
那覇市
- 那覇本店（コンタクト・補聴器センター併設）
- 一日橋店（本社ビル1階）
- サンエー那覇メインプレイス店（コンタクトセンター併設）

沖縄市
- 美里店（コンタクト・補聴器センター併設）

うるま市
- 石川店
- ジャスコ具志川店
- サンエー具志川メインシティ店

浦添市
- 浦添店（コンタクトセンター併設）

宜野湾市
- 宜野湾市役所通り店

名護市
- 名護店

糸満市
- 糸満店

宮古島市
- イオンタウン宮古店
- イオンタウン宮古南店

石垣市
- 八重山店
- イオンタウンやいま店

南風原町
- サンエーつかざんシティ店
- イオン南風原店（コンタクトセンター併設）

西原町
- 坂田店

北谷村
- ジャスコ北谷店

閉店
- イオン那覇店